# 锺光豫
锺光豫，直隶宛平人，是一名清朝政治人物。
锺光豫曾于1767年接替解韬任松江府知府一职，至1770年由刘伯壎接任。同时于1768年接替劳宗发兼任苏松道道员一职，至1769年由杨魁接任。